# 拉讷维尔-莱瓦西尼
拉讷维尔-莱瓦西尼（法語：La Neuville-lès-Wasigny）是法国香槟-阿登大区阿登省的一个市镇，属于勒泰勒区诺维永-波尔西安县。该市镇2009年时的人口为160人。

## 人口
拉讷维尔-莱瓦西尼人口变化图示
| 数据来源：INSEE |